# Ługi (Grójec Mały)
Ługi – część wsi Grójec Mały w Polsce, położona w województwie łódzkim, w powiecie sieradzkim, w gminie Złoczew. Wchodzi w skład sołectwa Grójec Mały.
W latach 1975–1998 Ługi administracyjnie należały do województwa sieradzkiego.